# 주제가
주제가(主題歌, Theme music)는 영화나 방송 프로그램, 작품과 그 밖의 행사따위의 첫 부분이나, 끝 부분에 연주되는 상징적인 음악을 의미한다. 메인 테마(Main theme) 또는 테마 송(Theme song)이라고도 부른다.
주제가의 오프닝(opening)은 국어기관에서 수정한 순 우리말로 여는 노래라고 한다.

## 같이 보기
- 쇼 턴